# دتمولد
دتمولد (بالألمانية: Detmold) هي بلدة ألمانية تقع في ألمانيا في ليبه.  يقدر عدد سكانها بـ 73,199 نسمة .

## المدن التوأمة
مدن تسايتز، سان أومير، هاسلت، سافونلينا و فيرونا هي مدن توأمة لـدتمولد.

## أعلام
- لودغر بيرباوم
- جورج روزين
- أوتو شومان
- جورج روزين
- هينريتش دريك
- فرانك-فالتر شتاينماير
- فريدريك لانج
- كريستيان ديتريش جرابه
- أكيم مولر
- إيريس بيربن